# Campanula cantabrica
Campanula cantabrica är en klockväxtart som beskrevs av Heinrich Feer. Campanula cantabrica ingår i släktet blåklockor, och familjen klockväxter. Inga underarter finns listade i Catalogue of Life.